# Duris (Vasenmaler)

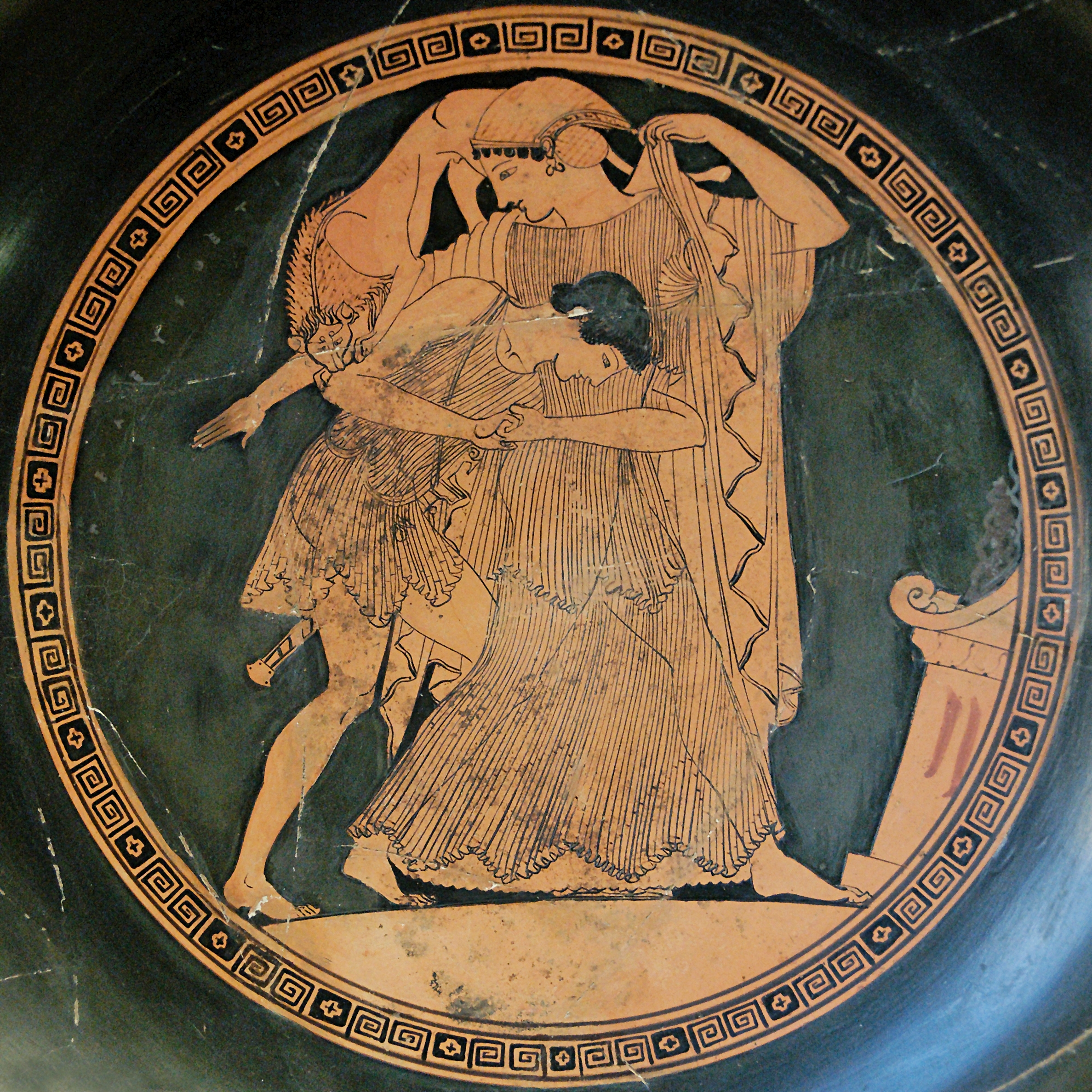
Thetis und Peleus auf einer Schale, um 490 v. Chr., Paris, Cabinet des Médailles Inv. 539

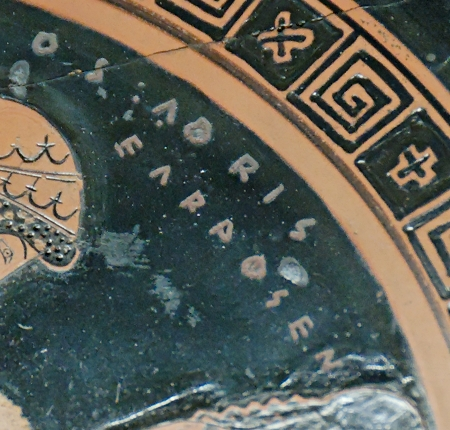
Signatur des Duris, Schale, Paris, Louvre Inv. G 115

Duris (altgriechisch Δούρις Douris) war ein griechischer Vasenmaler des rotfigurigen Stils, der vom späten 6. Jahrhundert v. Chr. bis etwa zur Mitte des 5. Jahrhunderts v. Chr. (ca. 505–465 v. Chr.) in Athen tätig war.
Duris war einer der produktivsten und bedeutendsten Künstler der rotfigurigen Vasenmalerei der spätarchaischen Zeit. Überwiegend bemalte er Schalen, eher selten andere Gefäßformen wie etwa Lekythen. Er signierte zahlreiche seiner Vasen, über 50 Vasen als Maler sowie zwei als Töpfer. Auch signierte er drei vom Töpfer Python hergestellten Schalen und arbeitete mit dem Töpfer Euphronios zusammen. Er zeigt zwei Malweisen, einerseits sparsame Darstellungen, alleinstehende Figuren, Athletenszenen und Liebeswerbungen, andererseits reichhaltigere, vielfigurige, oft mythologische Szenen. In seinem Spätwerk kommen zu den Schalen neue Gefäßformen wie Rhyta, Pyxiden und Oinochoen, Signaturen fehlen nun.

## Werke (Auswahl)
- Schale, London, British Museum E 48: Außenbild: Taten des Theseus
- Schale, München, Staatliche Antikensammlungen 2646: Innenbild: Zecher und Flötenspieler
- Schale, Wien, Kunsthistorisches Museum IV 3695: Außenbild: Junge Krieger legen ihre Rüstung an.